# Daumantas (nome)
Daumantas  è un nome proprio di persona lituano maschile.

## Varianti in altre lingue
- Bielorusso: Daǔmont
- Lettone: Daumants
- Polacco: Dowmunt
- Russo: Довмонт (Dovmont)

## Origine e diffusione
È composto dagli elementi lituani daug ("molto") e mantus ("intelligente"). Il nome venne portato da un signore della repubblica di Pskov, che è venerato come santo dalla Chiesa ortodossa orientale.

## Persone
- Daumantas, granduca di lituania

### Varianti
- Dovmont, signore di Pskov
- Daumants Dreiškens, bobbista lettone